# Eugene Coy
Eugene „Gene“ Butler Coy (* 3. Juli 1898 in Cleburne, Texas; † 8. August 1962 in Fresno, Kalifornien) war ein US-amerikanischer Jazzmusiker (Schlagzeuger, auch Pianist), der eine Territory Band leitete.

## Leben
Coy trat ab 1927 als professioneller Musiker hervor. Von Amarillo aus ging er mit seinen „Happy Black Aces“ auf Tournee, nicht nur im Südwesten der Vereinigten Staaten, sondern auch bis nach Kanada und nach Mexiko. 1920 hatte er in Johnson City, Texas, Andrus „Ann“ oder „Marge“ Jones (1900–1979) geheiratet, die mit in der Band als Pianistin tätig war. Zwischen 1929 und 1937 waren weitere herausragende Musiker des amerikanischen Südwestens bei ihm beschäftigt, etwa Ben Webster, Carl Tati Smith oder Dick Wilson; von 1938 bis 1941 war Junior Raglin, der dann ins Duke Ellington Orchestra wechselte, Kontrabassist der Band. In den 1940er Jahren operierte die Band von San Francisco aus als „Gene Coy and His Harlem Swing“. Aufnahmen von Gene Coy und seiner Band liegen erst ab 1948 vor, wo der Erfolg des Ensembles bereits nachließ.
1950 wohnten und arbeiteten die Eheleute als Musiker in Fresno. Coy starb 1962 vor seinem Haus an einem Herzinfarkt. Er wurde an seinem Wohnort Fresno im Belmont Memorial Park beigesetzt.